# クリームチーズ
クリームチーズ（英語: cream cheese）は、牛乳とクリームから作られる非熟成のフレッシュチーズである。 さわやかな酸味とミルクの風味と滑らかな組織を特徴とする。
アメリカ食品医薬品局(FDA)では、乳脂肪分33%以上、水分55%以下、pH4.4-4.9のものをクリームチーズと定義している。同様に、カナダの食品医薬品法に基づく規定では、クリームチーズの乳脂肪分は30%以上、水分は55%以下でなければならない。国によって定義は異なり、より高い乳脂肪分が必要な場合もある。

## 歴史
1872年、ニューヨーク州チェスター村で酪農を営んでいたウィリアム・ローレンス(William Lawrence)は、ヌシャテルの工場を買収した。そして、その製造工程で誤って生クリームを多めに入れてしまい、濃厚で滑らかなチーズが出来上がった。ローレンスはこのチーズを「クリームチーズ」と名付けた。1879年、ローレンスはチェスターの商人サミュエル・S・ダーランドの協力を得てより大きな工場を建設した。1880年、ニューヨーク市でチーズ販売業を営むA・L・レイノルズは、ローレンスらのチーズを「フィラデルフィア・クリームチーズ」の名前で売り出した。当時、フィラデルフィア周辺は酪農、特にチーズで有名であったことから、その名前を拝借したものである。
1880年には、チェスターの酪農家チャールズ・グリーンもクリームチーズを作るようになっており、1880年末にはフィラデルフィア・クリームチーズの生産が需要に追いつかなくなったことから、レイノルズはグリーンにフィラデルフィアブランドでのチーズの製造を依頼している。
1892年、レイノルズはニューヨーク州サウスエドメストンのエンパイア・チーズ社を買収し、フィラデルフィアブランドのクリームチーズを製造させた。1900年にエンパイア社の工場が焼失したため、レイノルズは、ジェイソン・F・ホイットニー・シニアが新たに設立したフェニックス・チーズ・カンパニーに製造を依頼した。1903年、レイノルズはフィラデルフィアブランドの権利をフェニックス社に売却した。1928年、フェニックス社は、ジェームズ・L・クラフトのクラフト・チーズ・カンパニーと合併し、クラフト＝フェニックス・チーズ・カンパニーとなった。同社はその後、合併・改称などを経て、現在のクラフトフーズとなる。
1880年代初頭、ローレンスとダーランドは「スター・クリームチーズ」、グリーンは「ワールド・アンド・グローブ」のブランドを興していた。20世紀に入ると、ニューヨーク州の他の酪農家も、様々なブランドでクリームチーズを製造するようになった。
ニューヨークに住むユダヤ人は、クリームチーズを料理に取り入れた。ベーグルにクリームチーズを塗ったベーグル・アンド・クリームチーズは、オープンサンドイッチの定番であり、全米における一般的な朝食のメニューとなった。

## 製造

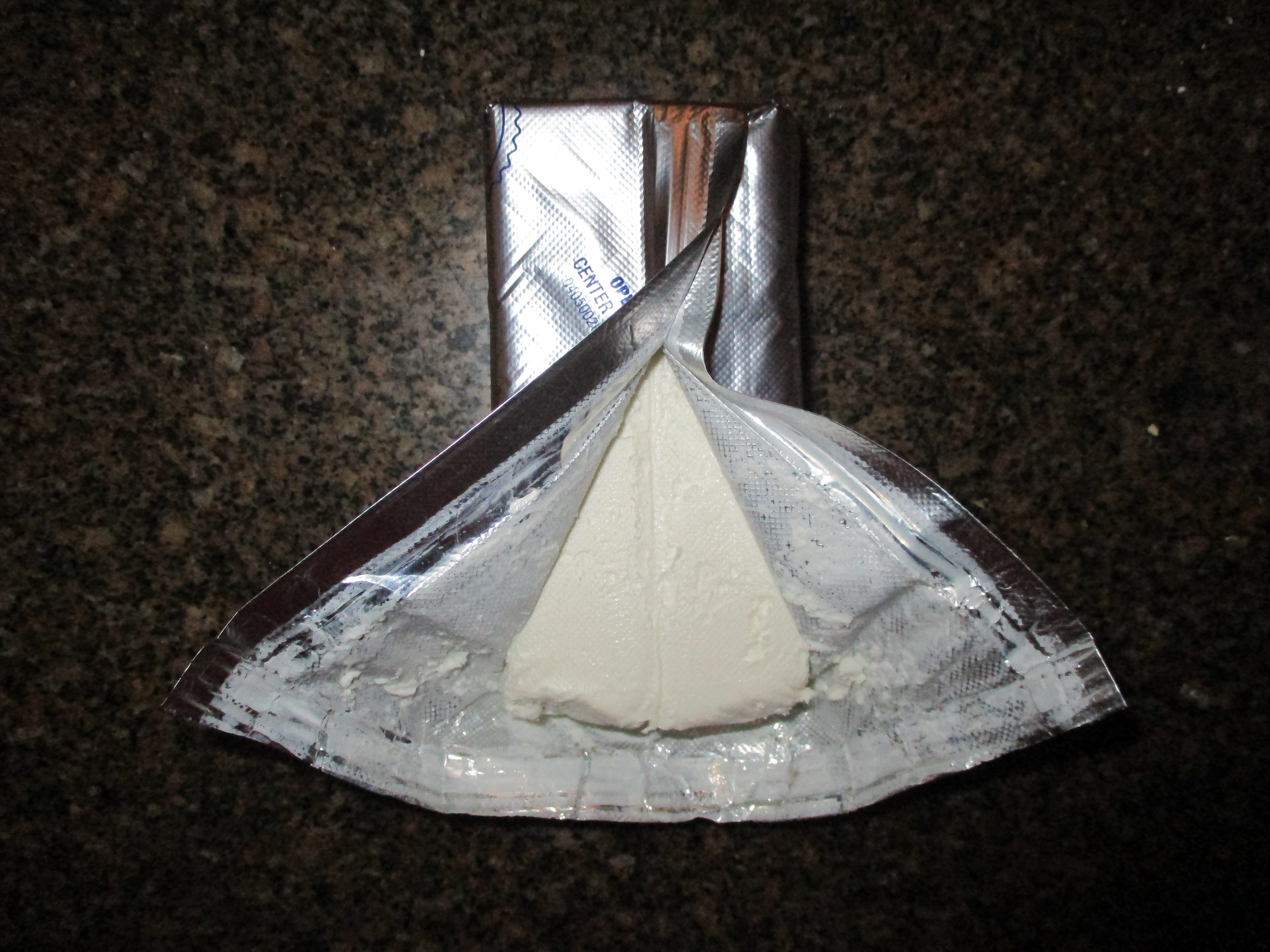
アルミ箔で個包装されたフィラデルフィア・クリームチーズ

クリームチーズは、生クリームまたはクリームと牛乳の混合物を乳酸発酵させてホエイを除いて製造する。クリームチーズはレンネットタブレットやバターミルクがあれば家庭でも簡単に作ることができるため、多くのレシピが公開されている。しかし、工業的に安定して大量に製造するのは困難である。
通常、牛乳に含まれるタンパク質分子が界面活性剤として作用し、脂肪粒子の周りにミセルを形成して乳化状態を保っている。牛乳に乳酸菌を加え、22℃前後に保って発酵させると、牛乳は酸性になり、ミセルの表面のタンパク質のアミノ酸が電荷を失って、ミセルが疎水性に変化し、乳化状態を保てなくなって牛乳が凝固する。そのまま発酵を進めて酸性度が強くなると、ミセルが正の電荷を帯びて親水性となり、液体に戻る。そのため、凝固した時点で加熱して乳酸菌を殺菌し、発酵を止める必要がある。加熱のタイミングが悪いと、質が低下する。
クリームチーズは脂肪分が多く、脂肪が水をはじくため、チーズが分離しやすい。工業生産では、ローカストビーンガムやカラギーナンなどの安定剤が加えられることも多い。

## 利用

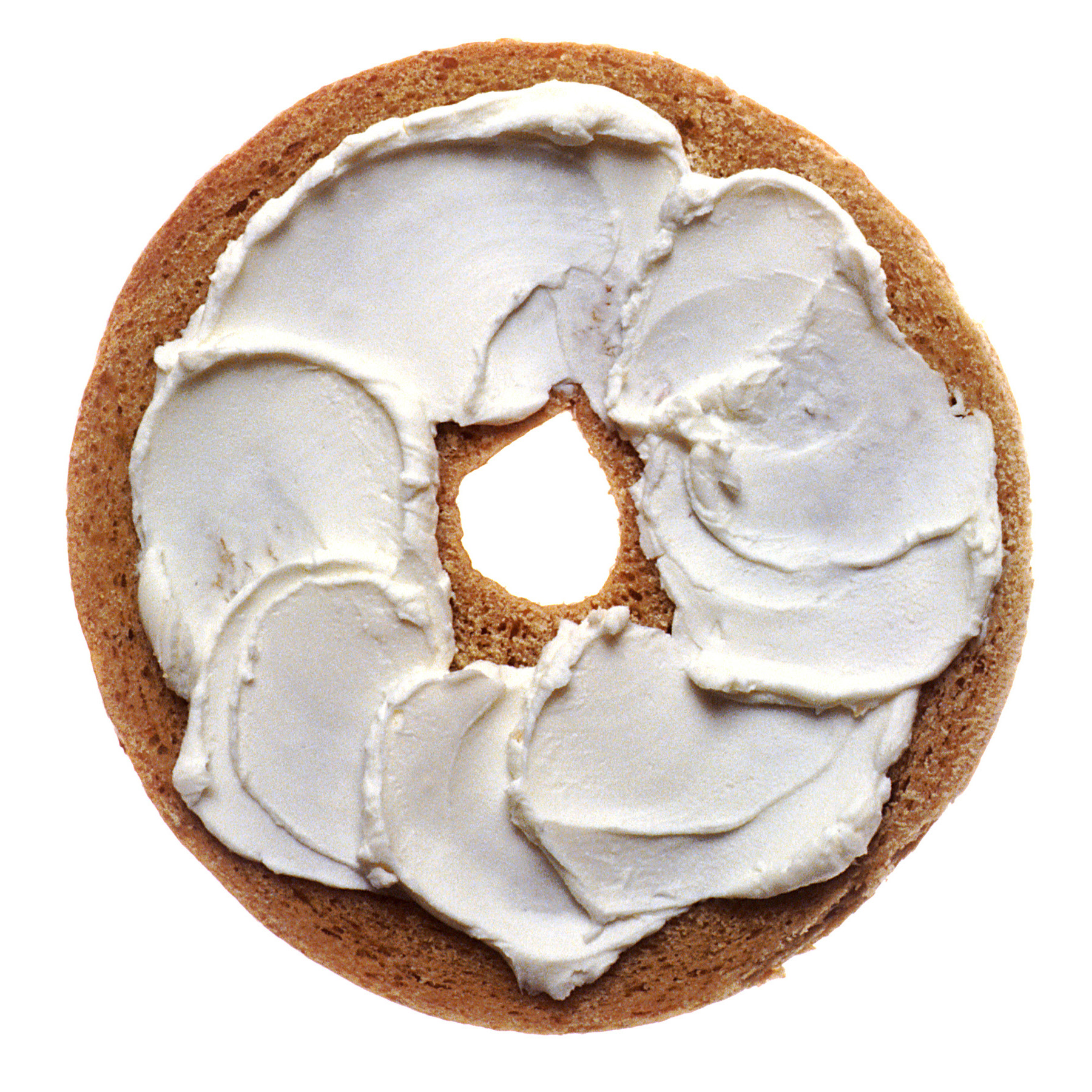
クリームチーズを塗ったベーグル

クリームチーズは、パン、ベーグル、クラッカーなどに塗ったり、ポテトチップスなどにつけたりして食べることが多い。また、マッシュポテトに混ぜ入れたり、サラダのトッピングや、スモークサーモンの付け合せとして用いられることもある。チーズケーキの主な材料としても利用される。
比較的水分が多いため、常温や冷凍での保存より、10℃以下での保存が適している。

## 備考
- クックパッドなどでは「クリチ」という略表記が見受けられる[16]。